# Рижавка (Уманський район)
Ри́жавка (колишня назва Ружанка) — село в Україні, в Уманському районі Черкаської області.

## Назва
Старовинна назва Рижавки — Ружанка. Скоріш за все назва села пішла від знаменитої могили в селі Турів ріг, і слово ружанка звучало як рожанка, тобто місце де знаходилась вищезгадана могила Ріг. Імовірно, що мешканці займалися виготовленням чаш або порохівниць з рогів тварин. За іншою версією назва пов'язана зі словом рожа і ружа, тобто троянда.

## Історія
У XVIII столітті село називалося Ружанка чи Рожанка. 
В книзі виданій у 1968 — 1973 р.р. "Історія міст і сіл УРСР" зазначено, що на території села виявлено залишки кількох поселень бронзової доби та черняхівської культури. На одному з 2 могильників Черняхівської культури розкопано понад 50 поховань.
В 1099 році відбулась битва на Рожному Полі. В літописах згадуються Рожни. Битва між Галицькими князями Ростиславовичами та Святополком Київським. Вважається, що шлях князів лежав з Теребовля до Звенигорода, але на Черкащині є також Звенигород, який нині звуть Звенигородка. Також в літописах згадується, що один з князів стояв на Голих горах. Імовірно, що саме ця битва відбулася саме в полях Рожанки (Рижавки). Можливо тому в селі є велика могила-курган, яку звуть Турів ріг. 
У селі у 1827 році збудовано перший цукровий завод в Уманському районі.
В книзі 1895 року, автором якої є В.Б.Антонович, яка має назву "Археологічна мапа Київської губернії"  зазначено, що в в Рижавці є великий курган під назвою Турій ріг .
В книзі Л.І.Похилевича 1864 року "Сказання про населені місцевості Київської губернії" вказано, що Рижавка це село при річці Ятрані оточене масивними лісами, з яких, той що простерається на захід від села називається Жупанним , а той що на схід Гайдамацький. Мешканців села налічується 1873 та 15 римських католиків; землі 4196 десятин. Уманським графом Селезієм-Францишеком Потоцьким Рижавка була уступлена в кінці минулого століття (XVIII ст.) адвокату Адаму Мощенському. Потім за спадщиною дісталася його сину Йосифу, який продав у 1846 році Рижавку разом з с. Колодистим тодішньому поміщику Серафиму Феліксовичу Косовському. Біля села на захід є декілька могил, одна з яких має назву Турів ріг. Про цю могилу є замітка в описі могил Київської губернії, в якій звертається увага на назву, а саме про звіра Тура і від його рогів, які слугували чашами на пирах руських князів. Але ця назва може бути і грецького походження, бо відомо що Марс іноді носив ймення Турос. Є кам'яна церква во ім'я Покрови пресвятої Богородиці, збудована в 1851-1854 р.р., яка є нинішнім господарем замість вітхої дерев'яної, яка стояла на її місці. Дзвіниця при ній (на той час залишалась) старовинною дерев'яною. Церква має хороші срібні сосуди, влаштовані нинішнім її священником Григорієм Ямковським. По штатах церква зачислена до 5 класу; землі має 44 десятини. 
В книзі "Географічно-статистичний словник Російської імперії виданій в Петербурзі 1873 року Петром Петровичем Семенович зазначено, що в Рижавці є 292 двори, і загалом 1653 мешканці. Також є Православна церква, католицька каплиця та завод з цегли, а також згадано про могилу Турів Ріг.
В 1910 році на західній околиці Рижавки збудовано водяний млин.

## Населення
За даними перепису 2001 року населення села становило 1025 осіб.

### Мовний склад
Рідна мова населення за даними перепису 2001 року:
| Мова       | Чисельність, осіб | Доля     |
| ---------- | ----------------- | -------- |
| Українська | 995               | 97,07 %  |
| Російська  | 16                | 1,56 %   |
| Молдовська | 12                | 1,17 %   |
| Інше       | 2                 | 0,20 %   |
| Разом      | 1 025             | 100,00 % |

## Відомі люди
В селі народилися:
- Литвинюк Федір Григорович (1910—1944) — Герой Радянського Союзу[3].
- Яковенко Василь Адамович (нар. 1958) — український дипломат.